# Viceamiral

Flagga för viceamiral i svenska flottan sedan 2001.

Viceamiral är en militär grad inom flottan motsvarande generallöjtnant och som internationellt är på nivån OF-8. Viceamiral går under kategorin flaggman.

## Etymologi
Ordet viceamiral härstammar från ordet vice på latin som betyder i stället för, eller ställföreträdare. Detta bildar amiralens ställföreträdare.

## Sverige
Viceamiral är den näst högsta graden inom svenska flottan, närmast över konteramiral och närmast under amiral. Motsvarande tjänsteställning i armén, amfibiekåren och flygvapnet är generallöjtnant. Vid hälsning och ceremoniella tillfällen benämns viceamiralen, liksom alla flaggmän, som enbart amiral.

### Gradbeteckning efter 2003
På mörkblå axelklaffshylsa bär viceamiralen en 45 mm guldgalon m/51 (med eklöv) och tre 25 mm silvriga stjärnor m/30. På innerkavaj och mässdräkt bärs gradbeteckning på båda ärmar bestående av en 45 mm guldgalon m/51 (utan eklöv), en 12,7 mm guldgalon m/51 och en 12,7 mm guldgalon m/51 med ögla. Mössmärket bärs på skärmmössa och båtmössa och är av modellen för officerare i flottan. På skärmmössans skärm bär flaggmän även broderade eklöv.

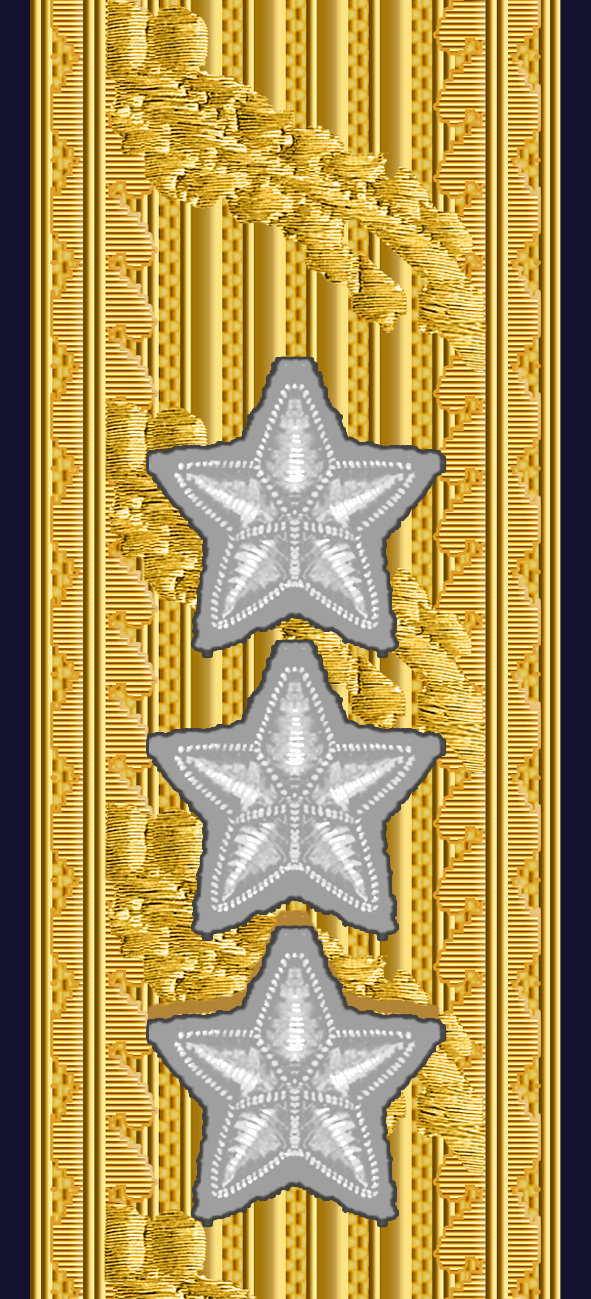
Axelklaffshylsa
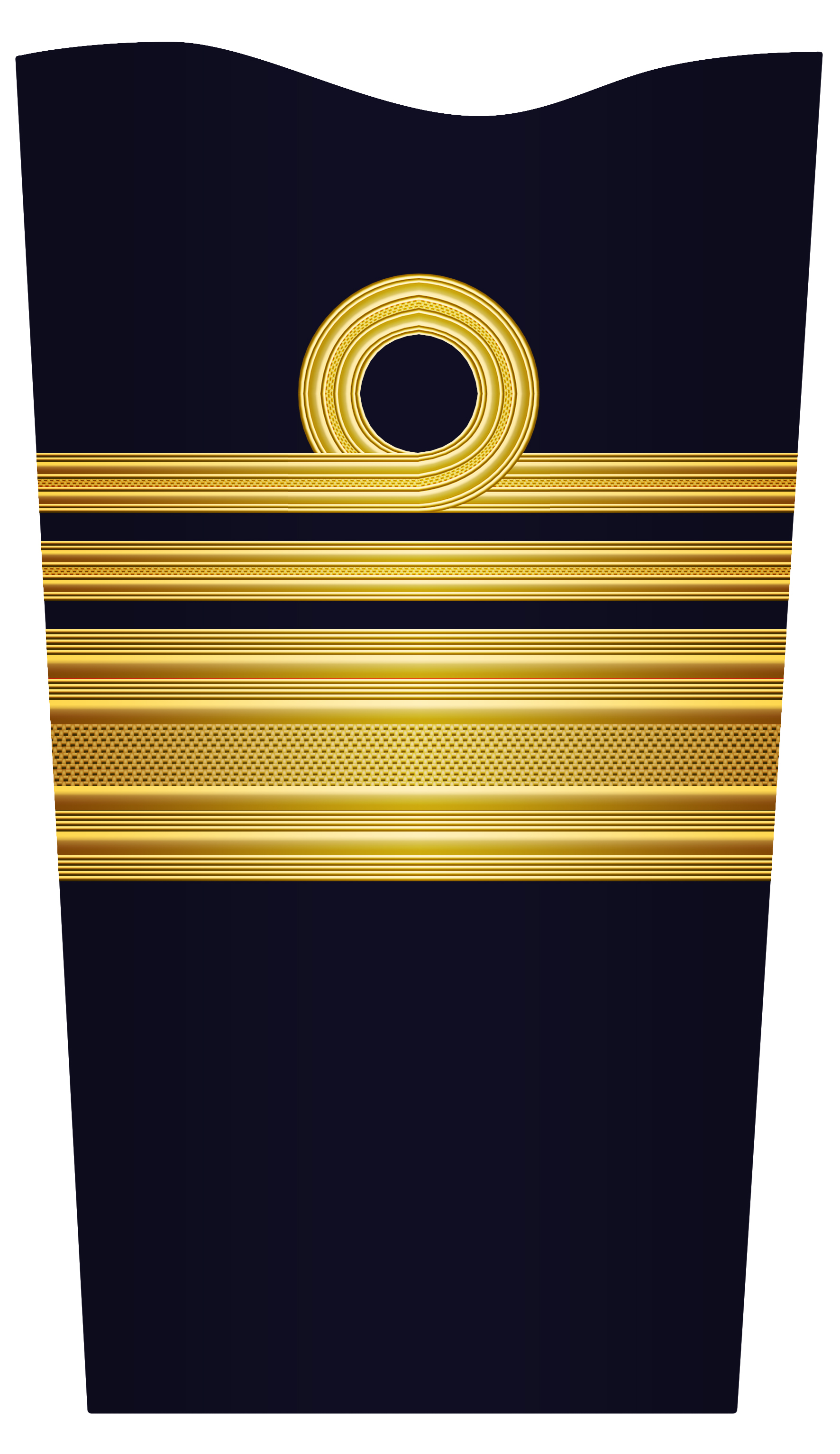
Gradbeteckning på ärm
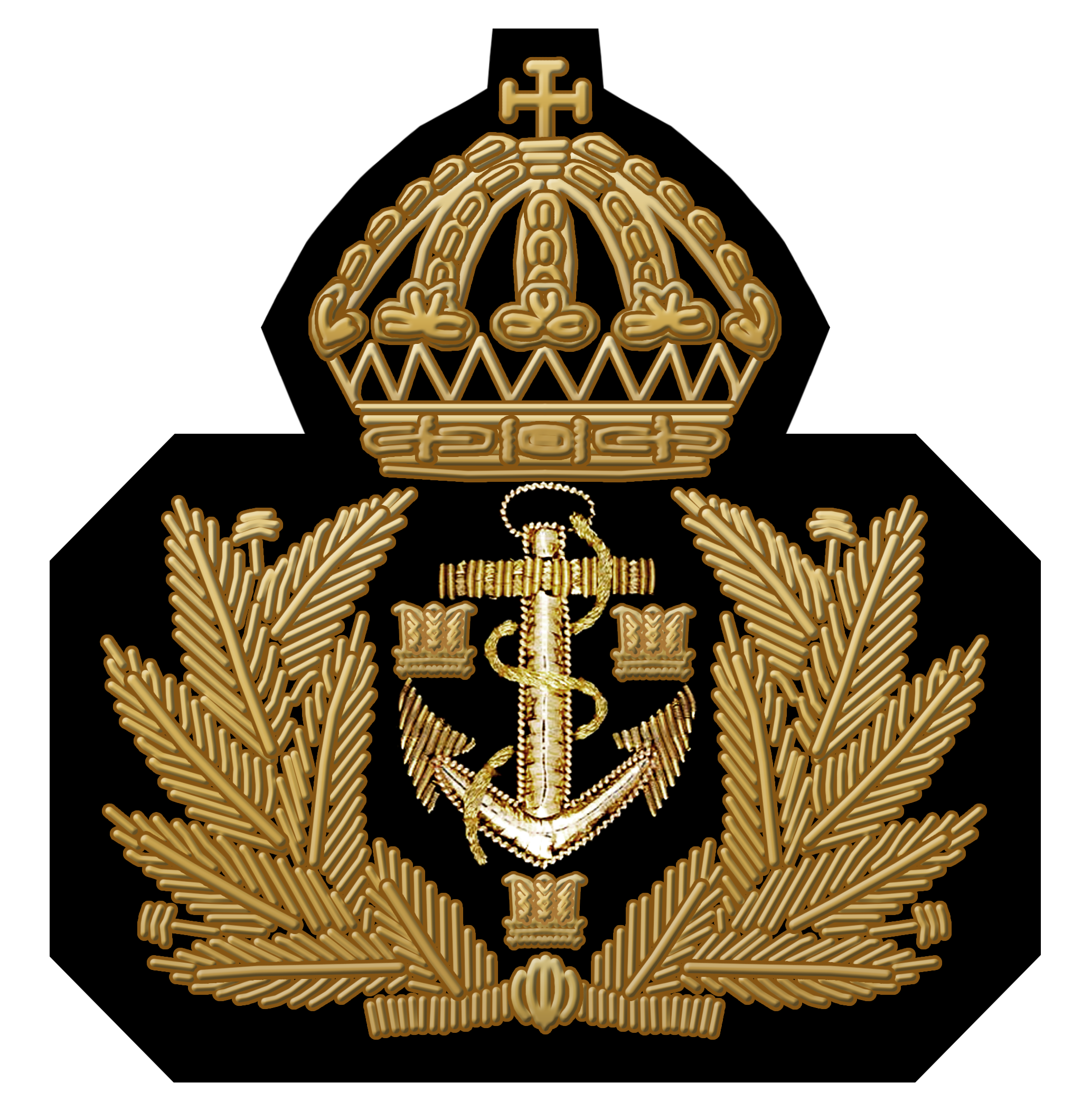
Mössmärke för officer i flottan

### Gradbeteckning 1972–2003
1972–2003 bar viceamiralen på ärmen en 45 mm guldgalon m/51 (med eklöv) format som en ögla. På vardera sida av öglan samt ovanför, totalt tre stycken 25 mm silvriga stjärnor m/30.

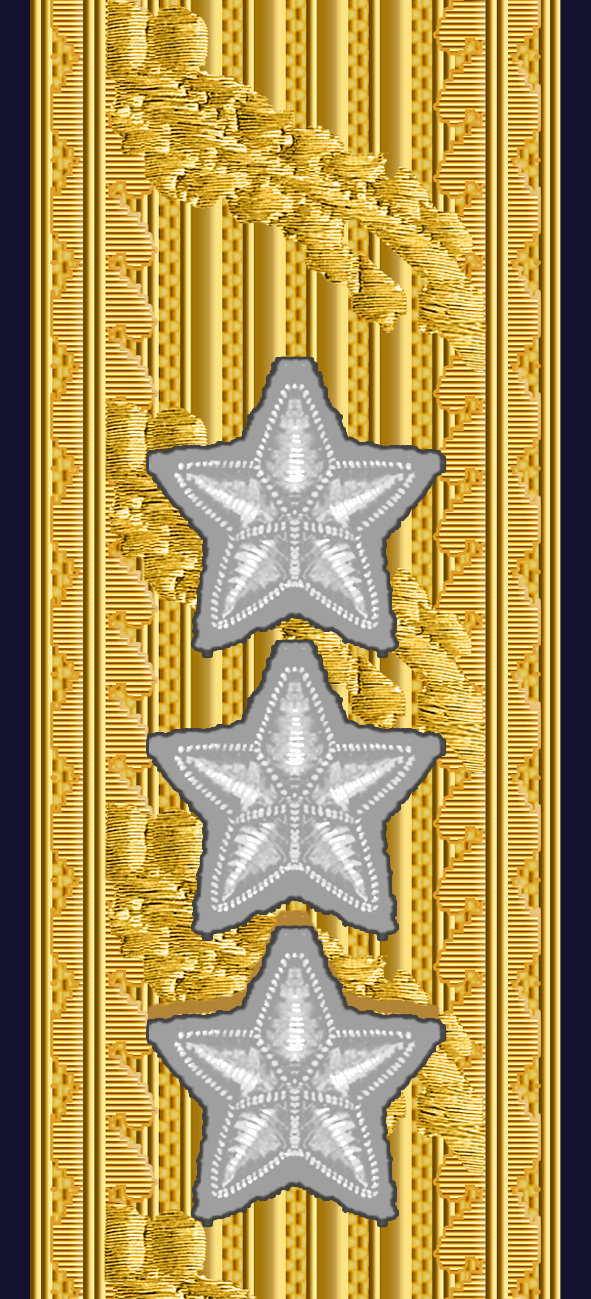
Axelklaffshylsa
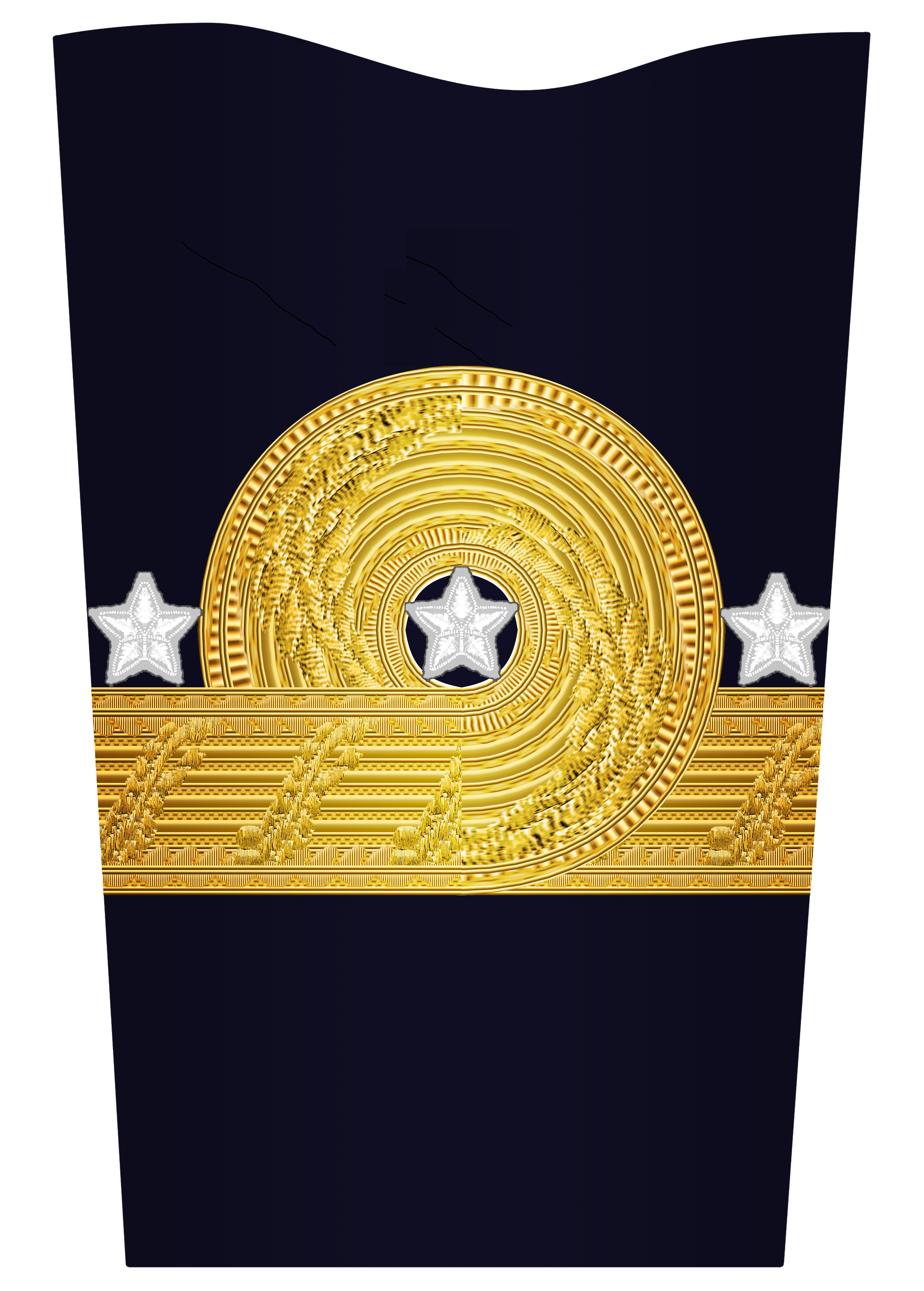
Gradbeteckning på ärm

### Svenska viceamiraler (urval)
I kronologisk ordning.

- Daniel Jönsson Strussflycht, 1658
- Olof von Unge, 1734
- Thomas von Rajalin, 1741
- Christopher Falkengréen, 1769
- Fredrik Henrik af Chapman, 1791
- Magnus Palmqvist, 1809, fd Befälhavare för flottan i Karlskrona. Utnämnd till amiral 1818.
- Carl Olof Cronstedt, 1810, kommendant på Sveaborg
- Baltzar von Platen, 1814
- Carl Johan af Wirsén, 1825, fd Chef för Förvaltningen av sjöärendena
- Gustaf af Klint, 1825
- Carl Fredrik Coyet, 1827, fd Chef för flottans station i Stockholm, Utnämnd till amiral 1849.
- Otto Gustaf Nordensköld, 1840, fd Befälhavare för flottan i Karlskrona. Utnämnd till amiral 1845.
- Johan Henrik Kreüger, 1850. Utnämnd till amiral 1857.
- Carl August Gyllengranat, 1854, fd Befälhavare för Örlogsflottan. Utnämnd till amiral 1858.
- Carl Reinhold Nordenskiöld, 1858, fd Befälhavande vid flottbasen i Karlskrona.
- Christian Anders Sundin, 1874, fd Varvschef i Karlskrona. Utnämnd till amiral 1884.
- Carl Gustaf von Otter, 1889, fd Sjöförsvarsminister
- Philip Virgin, 1889, fd Chef för Stockholms örlogsstation
- Fredrik von Otter, 1892, fd Varvschef i Karlskrona. Utnämnd till amiral 1900.
- Knut Peyron, 1897, fd Chef för Marinförvaltningen
- Jarl Christerson, 1898, fd Sjöförsvarsminister
- Hjalmar af Klintberg, 1901, fd Chef för Flottans stab. Utnämnd till amiral 1903.
- Louis Palander af Vega, 1903, fd Sjöförsvarsminister. Utnämnd till amiral 1910.
- Oscar Bernadotte, 1903.
- Carl Olsen, 1908, fd Chef för Marinförvaltningen
- Ludvig Sidner, 1911, fd Sjöförsvarsminister
- Wilhelm Dyrssen, 1911, fd Stationsbefälhavare i Stockholm. Utnämnd till amiral 1923.
- Carl Hjulhammar, 1911, fd Befälhavare för flottans station i Karlskrona
- Carl August Ehrensvärd, 1917, fd Stationsbefälhavare i Karlskrona. Utnämnd till amiral 1924.
- Gustaf Dyrssen, 1917, fd Chef för Marinförvaltningen
- Gustaf Lagercrantz, 1919, fd Stationsbefälhavare i Karlskrona
- Henning von Krusenstierna, 1923, fd Chef för Marinstaben. Utnämnd till amiral 1927.
- Carl Alarik Wachtmeister, 1925, fd Chef för Kustflottan
- Henry Lindberg 1925, fd Chef för Marinförvaltningen
- Fredrik Riben, 1930, fd Chef för Kustflottan
- Otto Emil Lybeck, 1932, fd Chef för Marinstaben. Utnämnd till amiral 1936.
- John Schneidler, 1932, fd Chef för Marinförvaltningen
- Charles de Champs, 1934, 1:a Chefen för Marinen
- Harald Åkermark, 1934, fd Chef för Kustflottan
- Fabian Tamm, 1939, fd Chef för Marinen. Utnämnd till amiral 1947.
- Claës Lindsström 1942, fd Chef för Ostkustens marindistrikt
- Hans Simonsson 1945, fd Chef för Sydkustens marindistrikt
- Helge Strömbäck, 1945, fd Chef för Marinen
- Gunnar Bjurner 1947, fd Chef för Marinförvaltningen
- Gösta Ehrensvärd 1950, fd Chef för Sydkustens marindistrikt[4]
- Stig H:son Ericson, 1953, fd Chef för Marinen. Utnämnd till amiral 1961.
- Erik Anderberg 1957, fd Chef för Ostkustens marindistrikt
- Erik Samuelson 1958, fd Chef för Kustflottan[5]
- Åke Lindemalm 1961, fd Chef för Marinen. Utnämnd till amiral 1970.
- Gunnar Jedeur-Palmgren 1962, fd Souschef för Marinförvaltningen
- Erik af Klint 1966, fd Chef för Kustflottan
- Bertil Berthelsson, 1967, fd Chef för Kustflottan
- Oscar Krokstedt, 1968, fd Militärbefälhavare för Södra militärområdet
- Sigurd Lagerman, 1968, fd Chef för Marinförvaltningen
- Bengt Lundvall, 1970, fd Chef för Marinen. Utnämnd till amiral 1978.
- Holger Henning, 1970, fd Chef för Försvarets kommandoexpedition
- Karl Segrell, 1971, fd Chef för Intendenturmaterielförvaltningen i Försvarets materielverk
- Einar Blidberg, 1971, fd Chef för Ostkustens marinbas
- Per Rudberg, 1978, fd Chef för Marinen
- Bengt Schuback, 1978, fd Chef för Marinen[6]
- Bror Stefenson, 1982, fd Chef för Försvarsstaben. Utnämnd till amiral 1991.
- Dick Börjesson, 1990, fd Chef för Marinen
- Peter Nordbeck, 1994, fd Chef för Marinen
- Frank Rosenius, 1998, kungens stabschef, fd vice ÖB
- Jan Thörnqvist, 2016, Försvarsmaktens insatschef och överkommendant i Stockholm
- Jonas Haggren, 2018, Chef för Högkvarteret

## Kända viceamiraler
- Horatio Nelson, engelsk viceamiral död vid slaget vid Trafalgar
- Jerzy Świrski, polsk marinchef 1925-1947
- Peter Tordenskjold, dansk–norsk sjöofficer
- Jonas Haggren, Svensk sjöofficer

## Internationella jämförelser
Graden är inplacerad i NATO-nivån OF-8, vilket motsvarar följande grader nedan i olika länders försvarsmakter.
| OF-8 | Land/Försvarsmakt   | Grad                     | Gradbeteckning |
| ---- | ------------------- | ------------------------ | -------------- |
|      | USA:s flotta        | Vice admiral             |                |
|      | Brittiska flottan   | Vice admiral             |                |
|      | Tysklands flotta    | Vizeadmiral              |                |
|      | Frankrikes flotta   | Vice-amiral d'escadre    |                |
|      | Norges marinförsvar | Viseadmiral              |                |
|      | Danmarks flotta     | Viceadmiral              |                |
|      | Finlands marin      | Vara-amiraali Viceamiral |                |